# Telamona tiliae
Telamona tiliae är en insektsart som beskrevs av Ball. Telamona tiliae ingår i släktet Telamona och familjen hornstritar. Inga underarter finns listade i Catalogue of Life.